# 光子能
光子能是单个光子携带的能量。 能量大小直接正比于光子的电磁频率，因此相当于与波长成反比。光子频率越高，能量就越高。等价地，光子波长越长，能量就越低。
光子能可用任何能量单位表示。 而在这些单位中间，常用于描述光子能的是电子伏特（eV）和焦耳（以及它的倍数，如微焦耳）。由于一焦耳等于6.24 × 1018 eV，更大的单位在描述具有更高能量和频率光子的能量，例如伽马射线时可能更有用，而不常用于描述较低能量光子，如电磁波谱中射频范围的光子。

## 公式

### 物理学
光子能直接正比例于频率。{\displaystyle E=hf}其中
- {\displaystyle E} 表示能量（焦耳）
- {\displaystyle h} 表示普朗克常数：6.62607015 × 10−34 (m2kgs−1)
- {\displaystyle f} 表示频率（赫兹）

这个方程式也叫普朗克-爱因斯坦关系式。
另一种形式如下， {\displaystyle E={\frac {hc}{\lambda }}}其中
- {\displaystyle E} 表示光子能量（焦耳）
- {\displaystyle \lambda } 表示光子的波长（米）
- {\displaystyle f} 表示频率（赫兹）
- {\displaystyle c} 表示真空中的光速：每秒299792458米
- {\displaystyle h} 表示普朗克常数：6.62607015 × 10−34 (m2kgs−1)

1 Hz频率下的光子能等于6.62607015 × 10−34 J
也等于4.135667697 × 10−15 eV（电子伏特）

### 电子伏特
能量常用电子伏特计量。
若光子能以电子伏特计、 波长以微米计，则方程大致为
{\displaystyle E{\text{ (eV)}}={\frac {1.2398}{\lambda {\text{ (μm)}}}}}
此方程仅在波长以微米计算时正确。
波长1 μm（接近红外辐射）时，光子能约为1.2398 eV。

### 在化学、量子物理和光学工程中
请看{\displaystyle E=h{\nu }}其中
- {\displaystyle E} 表示光子能（焦耳）
- {\displaystyle h} 表示普朗克常数：6.62607015 × 10−34 (m2kgs−1)
- 希腊字母ν（nu）表示光子的频率

## 例子
以100 MHz发射信号的调频广播站发射的光子含有约4.1357 × 10−7 eV能量。这非常少的能量大致是电子质量的8 × 10−13倍（通过质能关系转换）。
超高能伽马射线具有100 GeV至超过1 PeV（即1011至1015 电子伏特），或16纳焦耳至160微焦耳的光子能。这相当于2.42 × 1025至2.42 × 1029 Hz的频率。
在光合作用中，特定的叶绿素分子在光系统 I吸收波长700 nm的红色光光子，相当于每个光子含有≈ 2 eV ≈ 3 x 10−19 J ≈ 75 kBT的能量（这里kBT表示单位热能）。 要从CO2和水分子中生成一分子葡萄糖，最少需要48个光子（化学势差5 x 10−18 J），最大能量转换效率35%。

## 另请参见
- 光子
- 电磁辐射
- 电磁波谱
- 普朗克常数与普朗克单位制
- 普朗克-爱因斯坦关系式